# Bucay
Bucay è una municipalità di quinta classe delle Filippine, situata nella provincia di Abra nella Regione Amministrativa Cordillera.
Bucay è formata da 21 baranggay:
| - Abang - Bangbangcag - Bangcagan - Banglolao - Bugbog - Calao - Dugong | - Labon - Layugan - Madalipay - Pagala - Palaquio - Pakiling - Patoc | - North Poblacion - South Poblacion - Quimloong - Salnec - San Miguel - Siblong - Tabiog |